# Discografia de Zedd
O produtor alemão Zedd lançou três álbuns de estúdio, 15 singles (incluindo dois como artista em destaque) e 25 remixes.

## Álbuns

### Álbuns de estúdio
| Clarity                                                                                       | - Lançamento: 2 de outubro de 2012 - Gravadora: Interscope - Formatos: CD, LP, download digital | —  | 23 | — | —   | 77 | 30 | —  | 104 | 38 | - (RIAA): Platina - (RIAS): Ouro |
| True Colors                                                                                   | - Lançamento: 18 de maio de 2015 - Gravadora: Interscope - Formatos: CD, LP, digital download   | 50 | 19 | 6 | 131 | 13 | 14 | 68 | 42  | 4  | - (RIAS): Ouro - (RIAA): Ouro    |
| Telos                                                                                         | - Lançamento: 30 de agosto de 2024 - Gravadora: Interscope - Formatos: CD, download digital     | —  | —  | — | —   | 18 | —  | 14 | —   | 8  |                                  |
| "—" indica que a gravação não foi incluída nas paradas ou não foi distribuída naquela região. |                                                                                                 |    |    |   |     |    |    |    |     |    |                                  |

### Álbuns de compilação
| Título | Detalhes do álbum |
| ------ | --- |
| Stay + | Lançamento: 27 de dezembro de 2017 (somente no Japão) Gravadora: Universal Music Group Formatos: CD, Download digital, Streaming |

## Singles

### Como artista principal
| Título                                                                                        | Ano  | Posições em paradas músicais | Posições em paradas músicais | Posições em paradas músicais | Posições em paradas músicais | Posições em paradas músicais | Posições em paradas músicais | Posições em paradas músicais | Posições em paradas músicais | Posições em paradas músicais | Posições em paradas músicais | Certificações | Álbum                   |  |
| Título                                                                                        | Ano  | ALE                          | AUS                          | AUT                          | BEL                          | FRA                          | HOL                          | SUE                          | SUI                          | UK                           | EUA                          | Certificações | Álbum                   |  |
| --------------------------------------------------------------------------------------------- | ---- | ---------------------------- | ---------------------------- | ---------------------------- | ---------------------------- | ---------------------------- | ---------------------------- | ---------------------------- | ---------------------------- | ---------------------------- | ---------------------------- | --- | ----------------------- |  |
| ´"The Anthem"                                                                                 | 2010 | —                            | —                            | —                            | —                            | —                            | —                            | —                            | —                            | —                            | —                            | | Não incluso em um álbum |  |
| "Shave it"                                                                                    | 2011 | —                            | —                            | —                            | —                            | —                            | —                            | —                            | —                            | —                            | —                            | | Clarity                 |  |
| "Spectrum" (featuring Matthew Koma)                                                           | 2012 | 80                           | —                            | 30                           | 74                           | —                            | —                            | —                            | —                            | —                            | —                            | - RIAA: ouro | Clarity                 |  |
| "Clarity" (featuring Foxes)                                                                   | 2012 | 94                           | 13                           | —                            | 38                           | —                            | 81                           | —                            | —                            | 27                           | 8                            | - ARIA: 2× platina - BPI: ouro - MC: platina - RIAA: 3× platina - RMNZ: ouro                                         | Clarity                 |  |
| "Stay the Night" (featuring Hayley Williams)                                                  | 2013 | 15                           | 11                           | 12                           | 10                           | —                            | 85                           | 47                           | 56                           | 2                            | 18                           | - BVMI: ouro - ARIA: platina - BPI: prata - GLF: platina - RIAA: 2× platina                                          | Clarity                 |  |
| "Find You" (featuring Matthew Koma and Miriam Bryant)                                         | 2014 | —                            | —                            | —                            | 34                           | —                            | —                            | —                            | —                            | —                            | —                            | | Não incluso em um álbum |  |
| "I Want You to Know" (featuring Selena Gomez)                                                 | 2015 | 39                           | 22                           | 36                           | 40                           | 61                           | 34                           | 23                           | 48                           | 14                           | 17                           | - ARIA: ouro - GLF: platina - RIAA: platina                                                                          | True Colors             |  |
| "Beautiful Now" (featuring Jon Bellion)                                                       | 2015 | —                            | —                            | —                            | 33                           | 190                          | 91                           | —                            | —                            | —                            | 64                           | - RIAA: platina | True Colors             |  |
| "True Colors" (with Kesha)                                                                    | 2016 | —                            | —                            | —                            | —                            | 191                          | —                            | —                            | —                            | 78                           | 74                           | | True Colors             |  |
| "Stay" (with Alessia Cara)                                                                    | 2017 | 13                           | 3                            | 6                            | 21                           | 35                           | 11                           | 9                            | 16                           | 8                            | 7                            | - BVMI: platina - ARIA: 3× platina - BPI: platina - GLF: 2× platina - MC: 4× platina - RIAA: 2× platina - RMNZ: ouro | Não incluso em um álbum |  |
| "Get Low" (with Liam Payne)                                                                   | 2017 | 75                           | 39                           | 54                           | 22                           | —                            | 81                           | 43                           | 54                           | 26                           | 91                           | - BPI: prata - MC: platina - RIAA: ouro                                                                              | Não incluso em um álbum |  |
| "The Middle" (with Maren Morris and Grey)                                                     | 2018 | 15                           | 7                            | 12                           | 8                            | 54                           | 7                            | 19                           | 27                           | 7                            | 5                            | - BVMI: ouro - ARIA: 3× platina - BPI: platina - GLF: ouro - MC: 4× platina - RIAA: 3× platina - RMNZ: platina       | Não incluso em um álbum |  |
| "Happy Now" (with Elley Duhé)                                                                 | 2018 | 64                           | 27                           | 64                           | 33                           | 133                          | 21                           | 64                           | 73                           | 45                           | 90                           | - BPI: prata - MC: ouro - RIAA: ouro                                                                                 | Não incluso em um álbum |  |
| "365" (with Katy Perry)                                                                       | 2019 | 72                           | 38                           | 70                           | 1                            | 129                          | 73                           | 60                           | 59                           | 37                           | 86                           | - MC: ouro | Não incluso em um álbum |  |
| "Good Thing" (with Kehlani)                                                                   | 2019 | —                            | —                            | —                            | 23                           | —                            | —                            | —                            | —                            | 92                           | —                            | | Não incluso em um álbum |  |
| "Follow" (com Martin Garrix)                                                                  | 2022 | —                            | —                            | —                            | —                            | —                            | —                            | —                            | —                            | —                            | —                            | | Sentio                  |  |
| "Make You Say" (com Maren Morris e Beauz)                                                     | 2022 | —                            | —                            | —                            | —                            | —                            | —                            | —                            | —                            | —                            | —                            | | Não incluso em um álbum |  |
| "Out of Time" (com Bea Miller)                                                                | 2024 | —                            | —                            | —                            | —                            | —                            | —                            | —                            | —                            | —                            | —                            | | Telos                   |  |
| "Lucky" (com Remi Wolf)                                                                       | 2024 | —                            | —                            | —                            | —                            | —                            | —                            | —                            | —                            | —                            | 23                           | | Telos                   |  |
| "Jaka Jaan" (com C&K)                                                                         | 2024 | —                            | —                            | —                            | —                            | —                            | —                            | —                            | —                            | —                            | —                            | | Não incluso em um álbum |  |
| "Nakama" (com Ai)                                                                             | 2024 | —                            | —                            | —                            | —                            | —                            |                              | —                            |                              | —                            | —                            | | Não incluso em um álbum |  |
| "—" indica que a gravação não foi incluída nas paradas ou não foi distribuída naquela região. |      |                              |                              |                              |                              |                              |                              |                              |                              |                              |                              | |                         |  |

### Como artista convidado
| Título                                                                                        | Ano  | Posições em paradas músicais | Posições em paradas músicais | Posições em paradas músicais | Posições em paradas músicais | Posições em paradas músicais | Posições em paradas músicais | Posições em paradas músicais | Posições em paradas músicais | Posições em paradas músicais | Posições em paradas músicais | Certificações | Álbum         |
| Título                                                                                        | Ano  | ALE                          | AUS                          | AUT                          | BEL                          | FRA                          | HOL                          | SUE                          | SUI                          | UK                           | EUA                          | Certificações | Álbum         |
| --------------------------------------------------------------------------------------------- | ---- | ---------------------------- | ---------------------------- | ---------------------------- | ---------------------------- | ---------------------------- | ---------------------------- | ---------------------------- | ---------------------------- | ---------------------------- | ---------------------------- | --- | ------------- |
| "Break Free" (Ariana Grande featuring Zedd)                                                   | 2014 | 12                           | 3                            | 5                            | 17                           | 27                           | 6                            | 6                            | 15                           | 16                           | 4                            | - BVMI: ouro - ARIA: 2× platina - BPI: platina - GLF: 4× platina - MC: 2× platina - RIAA: 3× platina - RMNZ: ouro | My Everything |
| "Starving" (Hailee Steinfeld and Grey featuring Zedd)                                         | 2016 | 47                           | 5                            | 31                           | 20                           | —                            | 11                           | 15                           | 45                           | 5                            | 12                           | - BVMI: ouro - ARIA: 2× platina - BPI: platina - GLF: platina - MC: 4× platina - RIAA: 3× platina - RMNZ: ouro    | Haiz          |
| "—" indica que a gravação não foi incluída nas paradas ou não foi distribuída naquela região. |      |                              |                              |                              |                              |                              |                              |                              |                              |                              |                              | |               |

## Remixes
| Ano  | Artista                               | Título                                                   |
| ---- | ------------------------------------- | -------------------------------------------------------- |
| 2010 | Arbre Blass                           | "No Regrets" (SL Curtiz & Zedd Remix)                    |
| 2010 | Armand Van Helden                     | "Witch Doktor"                                           |
| 2010 | B.o.B feat. Bruno Mars                | "Nothin' On You"                                         |
| 2010 | Dan Thomas feat. MAB                  | "This Year"                                              |
| 2010 | David May feat. Max Urban             | "Facebook Love" (Zedd Remix) & (Zedd Instrumental Remix) |
| 2010 | Erick Decks                           | "Nasty" (Zedd Dub Remix) & (Zedd Vocal Remix)            |
| 2010 | Fatboy Slim                           | "Weapon of Choice"                                       |
| 2010 | FLX                                   | "I Feel Untouched" (Zedd's Bigroom Remix)                |
| 2010 | Frowin Von Boyen                      | "Speedy P"                                               |
| 2010 | Lucky Date                            | "Ho's & Disco's"                                         |
| 2010 | Moussa Clarke                         | "Love Key 2010"                                          |
| 2010 | Periphery                             | "Icarus Lives!"                                          |
| 2010 | Skrillex                              | "Scary Monsters and Nice Sprites"                        |
| 2010 | Skrillex feat. Sirah                  | "WEEKENDS!!!"                                            |
| 2010 | SL Curtiz                             | "Kid Yourself"                                           |
| 2010 | The Black Eyed Peas                   | "The Time (Dirty Bit)"                                   |
| 2010 | Wolfgang Gartner                      | "Latin Fever"                                            |
| 2011 | Diddy – Dirty Money feat. Swizz Beatz | "Ass on the Floor"                                       |
| 2011 | Lady Gaga                             | "Marry the Night"                                        |
| 2011 | Lady Gaga                             | "Born This Way"                                          |
| 2011 | Swedish House Mafia                   | "Save the World"                                         |
| 2012 | Skrillex & The Doors                  | "Breakn' a Sweat"                                        |
| 2012 | Zedd                                  | "Clarity" (Zedd Remix)                                   |
| 2013 | Zedd                                  | "Stay the Night" (Zedd Remix)                            |
| 2014 | MAGIC!                                | "Rude"                                                   |

## Vídeos musicais
| Ano  | Título                                         | Diretor          | Lançamento              | Gravadora  |
| ---- | ---------------------------------------------- | ---------------- | ----------------------- | ---------- |
| 2011 | "Shave It"                                     | Sean Stiegemeier | 1 de Novembro de 2011   | OWSLA      |
| 2012 | "Slam The Door"                                | Justin Nizer     | 12 de Janeiro de 2012   | OWSLA      |
| 2012 | "Spectrum" (part. Matthew Koma)                | Petro            | 15 de Agosto de 2012    | Interscope |
| 2012 | "Stache"                                       | Roboto           | 2 de Outubro de 2012    | Interscope |
| 2013 | "Clarity" (part. Foxes)                        | Jodeb            | 11 de Janeiro de 2013   | Interscope |
| 2013 | "Stay the Night (part. Hayley Williams)        | Daniel "Clound"  | 25 de Setembro de 2013  | Interscope |
| 2014 | "Find You" (part. Matthew Koma, Miriam Bryant) | Jodeb            | 16 de Março de 2014     | Interscope |
| 2015 | "I Want You To Know" (part. Selena Gomez)      | Brent Bonacorso  | 22 de Fevereiro de 2015 | Interscope |
| 2019 | "365" (part. Katy Perry)                       | Warren Fu        | 14 de Fevereiro de 2019 | Intersocpe |

## Outros registros

### Singles(produção)
- Eva Simons - "I Don't Like You"
- Justin Bieber - "Beauty and a Beat (participação Nicki Minaj)"
- Lady Gaga - "G.U.Y. (Girl Under You)"
- Ariana Grande - "Break Free"
- Katy Perry - "Never Really Over"